# Nati nel 1906/Giugno
| Questa pagina contiene informazioni ricavate automaticamente dalle voci biografiche con l'ausilio del template Bio e di un bot. L'aggiornamento è periodico e automatico e ricostruisce completamente la pagina. Se manca una persona in questa lista, sei pregato di non aggiungerla, ma accertati piuttosto che la sua voce biografica contenga il template Bio e che i dati anagrafici siano correttamente compilati. Se il template Bio manca, inseriscilo tu stesso o, in alternativa, metti l'avviso {{tmp\|Bio}} che ne segnala la mancanza. Se i dati riportati sono sbagliati, correggi direttamente la voce biografica; le modifiche saranno visibili in questa lista entro pochi giorni. Per chiarimenti vedi il progetto biografie. La lista contiene solo le 113 persone che sono citate nell'enciclopedia e per le quali è stato implementato correttamente il template Bio. Pagina aggiornata al 2 lug 2025. |

- 1º giugno - Jean Fidon, calciatore francese († 1992)
- 1º giugno - Walter Legge, produttore discografico britannico († 1979)
- 1º giugno - Biki, stilista e socialite italiana († 1999)
- 2 giugno - Cecilia Lavelli, pittrice e modella italiana († 1998)
- 2 giugno - Carlo Scarpa, architetto e designer italiano († 1978)
- 3 giugno - Roy George Douglas Allen, statistico britannico († 1983)
- 3 giugno - Joséphine Baker, cantante, danzatrice e militare statunitense († 1975)
- 3 giugno - Evgenij Konstantinovič Nemčenko, attore e regista sovietico († 1970)
- 4 giugno - Gilles-Henri-Alexis Barthe, vescovo cattolico francese († 1993)
- 4 giugno - Antoni Gałecki, calciatore polacco († 1958)
- 4 giugno - Vinton Hayworth, attore statunitense († 1970)
- 4 giugno - Alice Treff, attrice e doppiatrice tedesca († 2003)
- 4 giugno - Richard Whorf, regista, attore e produttore cinematografico statunitense († 1966)
- 5 giugno - Rodolfo Batagelj, militare e marinaio italiano († 1941)
- 5 giugno - Enrico Franco, militare italiano († 1941)
- 5 giugno - Cees Leenheer, pallanuotista olandese († 1979)
- 5 giugno - Eraldo Monzeglio, calciatore e allenatore di calcio italiano († 1981)
- 6 giugno - Milorad Arsenijević, calciatore e allenatore di calcio jugoslavo († 1987)
- 6 giugno - Giuseppe Bazzell, calciatore italiano
- 6 giugno - Pedro Berges, calciatore cubano († 1978)
- 6 giugno - Junio Valerio Borghese, militare, politico e nobile italiano († 1974)
- 6 giugno - Muhammad Ma Jian, linguista e traduttore cinese († 1978)
- 6 giugno - Carlo Martinato, dirigente d'azienda e divulgatore scientifico italiano († 1998)
- 6 giugno - Richard Pottier, regista francese († 1994)
- 7 giugno - Alexandre-Charles-Albert-Joseph Renard, cardinale e arcivescovo cattolico francese († 1983)
- 7 giugno - Alfredo Silva Carvallo, avvocato, politico e giornalista cileno († 1975)
- 8 giugno - Ludovico Angelini, politico e medico italiano († 1975)
- 8 giugno - Michele Lanza, diplomatico italiano († 1973)
- 8 giugno - Josef Zeman, sollevatore austriaco († 1992)
- 9 giugno - Huguette Clark, filantropa e pittrice statunitense († 2011)
- 9 giugno - Gian Rodolfo D'Accardi, pittore italiano († 1993)
- 9 giugno - Rudolf Wolke, ciclista su strada tedesco († 1979)
- 10 giugno - Tekla Juniewicz, supercentenaria polacca († 2022)
- 10 giugno - Arsenij Grigor'evič Golovko, ammiraglio sovietico († 1962)
- 10 giugno - Gemma D'Amico Flugi, pittrice italiana († 1980)
- 11 giugno - Iosif Czako, calciatore rumeno († 1966)
- 11 giugno - Renato Lombardi, imprenditore italiano († 1982)
- 12 giugno - John Chase, hockeista su ghiaccio statunitense († 1994)
- 12 giugno - Amilcare Gilardoni, allenatore di calcio e calciatore italiano († 1983)
- 12 giugno - János Németh, pallanuotista ungherese († 1988)
- 12 giugno - Sandro Penna, poeta italiano († 1977)
- 13 giugno - Cliff Crowley, hockeista su ghiaccio canadese († 1948)
- 13 giugno - Bruno de Finetti, matematico e statistico italiano († 1985)
- 13 giugno - Andrea Parini, scultore, ceramista e incisore italiano († 1975)
- 13 giugno - Juan Sires, regista argentino († 1981)
- 14 giugno - Guglielmo Borgo, calciatore e allenatore di calcio italiano († 1979)
- 14 giugno - Heinrich Schwarz, militare tedesco († 1947)
- 15 giugno - Guido Artom, scrittore e curatore editoriale italiano († 1982)
- 15 giugno - Otello Bellei, calciatore italiano († 1971)
- 15 giugno - Silvano Bresadola, calciatore italiano († 2002)
- 15 giugno - Léon Degrelle, politico e militare belga († 1994)
- 15 giugno - Wilhelm von Ketteler, diplomatico tedesco († 1938)
- 15 giugno - Eivar Widlund, calciatore svedese († 1968)
- 16 giugno - Korokī Mahuta, sovrano neozelandese († 1966)
- 16 giugno - Paolo Stoppa, attore e doppiatore italiano († 1988)
- 16 giugno - Ivan Danilovič Černjachovskij, generale sovietico († 1945)
- 17 giugno - Ernst Boris Chain, farmacologo e biochimico tedesco († 1979)
- 17 giugno - Thomas George Cowling, astronomo inglese († 1990)
- 17 giugno - Calixte Delmas, lottatore francese († 1927)
- 17 giugno - Evalyn Knapp, attrice statunitense († 1981)
- 17 giugno - Mario Melis, artista e pittore italiano († 1988)
- 17 giugno - Pietro Pensa, ingegnere e dirigente d'azienda italiano († 1996)
- 17 giugno - Samuel Stanley Wilks, statistico statunitense († 1964)
- 17 giugno - Enrico di Rovasenda, presbitero italiano († 2007)
- 18 giugno - Giovanni Botta, politico italiano († 1988)
- 18 giugno - Helena D'Algy, attrice portoghese († 1992)
- 19 giugno - Ljubiša Đorđević, calciatore jugoslavo († 1944)
- 19 giugno - Knut Kroon, calciatore svedese († 1975)
- 19 giugno - Grete Natzler, cantante lirica e attrice austriaca († 1999)
- 19 giugno - Walter Rauff, militare tedesco († 1984)
- 20 giugno - Edmond T. Gréville, regista francese († 1966)
- 20 giugno - Bob King, altista statunitense († 1965)
- 20 giugno - Giuseppe Lombrassa, politico, giornalista e prefetto italiano († 1966)
- 21 giugno - Jim Anderson, calciatore nordirlandese († 1966)
- 21 giugno - Helene Costello, attrice statunitense († 1957)
- 21 giugno - Nazareno Fonticoli, stilista italiano († 1981)
- 21 giugno - Vincenzo Licata, poeta italiano († 1996)
- 21 giugno - Nusch Éluard, modella e artista francese († 1946)
- 22 giugno - Juan Errazquin, calciatore argentino († 1931)
- 22 giugno - William Kneale, logico e filosofo britannico († 1990)
- 22 giugno - Albert Lieven, attore tedesco († 1971)
- 22 giugno - Anne Morrow Lindbergh, scrittrice e aviatrice statunitense († 2001)
- 22 giugno - Heinrich Seetzen, giurista e militare tedesco († 1945)
- 22 giugno - Billy Wilder, regista, sceneggiatore e produttore cinematografico austriaco († 2002)
- 23 giugno - Lima Barreto, regista, sceneggiatore e attore brasiliano († 1982)
- 23 giugno - Rolf Singer, botanico e micologo tedesco († 1994)
- 23 giugno - Alberto Viani, scultore italiano († 1989)
- 24 giugno - Siegfried Breuer, attore, sceneggiatore e regista austriaco († 1954)
- 24 giugno - Pierre Fournier, violoncellista francese († 1986)
- 24 giugno - Willard Maas, regista e poeta statunitense († 1971)
- 24 giugno - Giovanni Zerbetto, partigiano e imprenditore italiano († 1972)
- 25 giugno - Roger Livesey, attore britannico († 1976)
- 25 giugno - Gino Raya, critico letterario e filosofo italiano († 1987)
- 25 giugno - Dave Trottier, hockeista su ghiaccio canadese († 1956)
- 26 giugno - Edward Akufo-Addo, politico ghanese († 1979)
- 26 giugno - Stefan Andres, scrittore tedesco († 1970)
- 26 giugno - Juan Carlos Calvo, calciatore uruguaiano († 1977)
- 26 giugno - Wilhelm Malaniuk, giudice e giurista austriaco († 1965)
- 26 giugno - Nino Oppio, alpinista italiano († 1982)
- 26 giugno - Pietro Padovani, militare e aviatore italiano († 1943)
- 26 giugno - Alberto Rabagliati, cantante, attore e conduttore radiofonico italiano († 1974)
- 26 giugno - Şehzade Mehmed Abdülkerim, principe ottomano († 1935)
- 27 giugno - Catherine Cookson, scrittrice inglese († 1998)
- 28 giugno - Maria Goeppert-Mayer, fisica tedesca († 1972)
- 28 giugno - Jean Le Dilly, ciclista su strada francese
- 28 giugno - Franco Lombardi, filosofo italiano († 1989)
- 28 giugno - Yoshimi Ueda, dirigente sportivo giapponese († 1996)
- 28 giugno - Eugène van Herpen, giornalista, scrittore e regista olandese († 1970)
- 29 giugno - Heinz Harmel, generale tedesco († 2000)
- 30 giugno - Anthony Mann, regista e attore teatrale statunitense († 1967)
- 30 giugno - Václav Smetáček, oboista e direttore d'orchestra ceco († 1986)
- 30 giugno - Tribhuvan del Nepal, re nepalese († 1955)
- 30 giugno - József Vágó, calciatore ungherese († 1945)